# سیاهرگ کتفی پشتی
سیاهرگ کتفی پشتی (انگلیسی: Dorsal scapular vein) سیاهرگی است که همراه با سرخرگ کتفی پشتی جریان دارد. این سیاهرگ معمولاً به سیاهرگ زیرترقوه‌ای می‌ریزد، اما ممکن است به سیاهرگ گردنی بیرونی نیز تخلیه شود.